# دهستان بوالخیر
بوالخیر، دهستانی است از توابع بخش دلوار شهرستان تنگستان در استان بوشهر ایران. این دهستان شامل روستاه‌های به نام بندر تجاری ابوالخیر، رستمی، گاهی، عامری، خور شهاب، بنجو، سالم‌آباد، کری، کلات، هدکان، چاه پهن، بریکان و زیرآهک می‌باشد.

## جمعیت
براساس سرشماری سال ۱۳۸۵ جمعیت آن ۹٬۷۰۷ نفر (۲٬۲۸۷ خانوار) بوده‌است.